# 堀田和則
堀田 和則（ほった かずのり、1964年3月30日 - ）は、中京圏を拠点に活動する俳優、ナレーター、ローカルタレント。巣山プロダクション所属。
愛知県出身。愛知学院大学文学部心理学科卒業。血液型O型。身長176cm、靴のサイズ27cm。

## 来歴
大学時代までは演劇に全く触れることのない生活を送っていたが、卒業間近に小劇場俳優である友人の舞台を見たことをきっかけに、この世界へ足を踏み入れる。
以来、地元中京圏を拠点に活動中。NHKやCBCテレビの番組では俳優を、その他のテレビ番組やCMではナレーターを務めることが多い。
音楽活動も行なっており、アメリカのハードロックバンド、キッスのトリビュートバンド "KISSDOLLS" のリーダー / ギタリストを務めている。

## 人物
父親は職業仏師（仏像彫刻家）であった。本人も手先は器用。趣味は植物の世話 / 古い街を訪ね歩くこと。特技はギター演奏。普通自動車免許と中型自動二輪免許を所持する。

## 出演

### テレビ番組
- 中学生日記（1991年 - 2001年、NHK名古屋放送局） - 中村先生役
- A-Hips （1995年 - 1997年、テレビ愛知） - ナレーター
- レッツ!八事ジャスKING（1995年 - 1996年、テレビ愛知） - ジャスKING役
- 野遊大全（1997年頃、中部日本放送） - ナレーター
- 日本まんなか紀行（1997年8月14日、NHK名古屋放送局） - リポーター
- 愛のお言葉バラエティー 千のバイブル（2001年、テレビ愛知） - ナレーター
- 海図のない旅（2002年、NHK名古屋放送局）
- 二千年の謎に挑む〜うなぎ航海42日間〜（2002年9月16日、テレビ愛知） - ナレーター
- 風の盆から（2002年11月23日、NHK名古屋放送局）
- 冗談でしょッ!離婚予定日（2004年、中部日本放送）
- ちょっと待って、神様（2004年、NHK名古屋放送局）
- オーダーメイド〜幸せ色の紳士服店〜（2004年、NHK名古屋放送局）
- 七色のおばんざい（2005年、NHK名古屋放送局）
- 熱血ニセ家族（2007年、中部日本放送）
- 鉄の骨（2010年、NHK名古屋放送局）
- 心の糸（2010年11月27日、NHK名古屋放送局）
- 恋するキムチ（2011年2月18日、NHK岐阜放送局）
- 舌騒がせな店（中京テレビ） - ナレーター
- お局様のツボ! （中京テレビ） - ナレーター
- SPORTS STADIUM（中京テレビ） - ナレーター
- 昼のドラマ（東海テレビ） - 番宣ナレーター
- ドラマ10 お母さん、娘をやめていいですか？（2017年、NHK名古屋放送局）
- データで解析!サンデージャーナル（2016年 - 、テレビ愛知） - ナレーター
- ザウルス!今夜も掘らナイト（2018年 - 、NHK福井放送局）

### 映画
- 龍三と七人の子分たち（2015年）

### ゲーム
- ギャラクシーファイト ユニバーサル・ウォーリアーズ（1995年、カズマ[1]）

### ラジオ

#### 現在の出演番組
- ザウルス！今夜も掘らナイト（NHK福井）※ナレーション[2]
- タイムシグナル※時報（ZIP-FM）[3]
- 地域のチカラ（CTY・CNS）※ナレーション[4]
- 水曜カンちゃん部屋（FM-PiPi）

### ラジオ番組
- ラジオ朝市（CBCラジオ）
- 徳川家のセーフティドライブ日記（CBCラジオ）
- ZIP-CITY BAR （ZIP-FM）
- ZIP-SOUND HERITAGE （ZIP-FM）
- 音楽日和（岐阜ラジオ）
- Brand new A （東海ラジオ）
- Brand new J（不明 - 2010年3月、東海ラジオ）
- Twilight Way（FM-PiPi）
- フ・ラ・パ！（FM-PiPi）

### テレビCM
- ココノエ本みりん
- ヤマザキの煮豆
- 東邦液化ガス - ナレーター兼任
- JR西日本
- 小笠山運動公園（エコパ） - ナレーター兼任
- TOKAIセキュリティ
- 名大社 大転職フェア - ナレーター
- ヒマラヤスポーツ - ナレーター
- 下呂温泉 ホテルくさかべアルメリア - ナレーター
- アルカンシエル名古屋 - ナレーター
- ESCRIT

### ラジオCM
- ヤナセ
- 名鉄百貨店
- A.M.I.
- 高砂殿
- デンソー
- 引越社
- プレイランドキャッスル
- 愛知トヨタ自動車
- にぎりの徳兵衛
- ラシック
- フィッシング遊

## その他の活動
- ZIP-FM タイムシグナル（開局時より現在まで）
- 名古屋グランパスエイトホームゲーム スタジアムアナウンス（1994年 - 1998年）
- JR東海 名古屋駅 京都駅 品川駅コンコースインフォメーション（2005年 - ）
- ソシアルダンス イヴェントMC
- キッス・トリビュートバンド KISSDOLLS リーダー / ギタリスト（1999年 - ）
- インディーズロックバンド The Wizz ギタリスト（2001年 - 2010年）《CDリリース》「Look Around」（Attract Records）